# Guillermo Redondo Veintemillas
Guillermo Redondo Veintemillas (Zaragoza, 23 de diciembre de 1942-Zaragoza, 5 de julio de 2015) fue un historiador español, profesor de Historia Moderna en la Universidad de Zaragoza, especializado en emblemática y numismática.

## Biografía
Nació en Zaragoza el 23 de diciembre de 1942. Realizó sus estudios primarios en la misma ciudad: de 1947 a 1951 en las Escuelas Pías; de 1952 a 1955 en el Instituto Médico Infantil; y de 1955 a 1957 en la Escuela Gascón y Marín. Los estudios secundarios los realizó en el Instituto Nacional de Enseñanza Media Goya hasta el 20 de junio de 1965 y los estudios preuniversitarios en la Academia CIMA en 1969. Durante sus estudios secundarios aprendió inglés y francés en la Escuela Berlitz y realizó sus servicio militar obligatorio en el Ejército del Aire, en el Servicio de Tierra, 41.ª Escuadrilla, Acuartelamiento de San Lamberto de Zaragoza, de 1963 al 1965.
Inició sus estudios de Filosofía y Letras (Sección de Historia) en la Facultad de Filosofía de la Universidad de Zaragoza en 1969. Obtuvo su título de licenciado el 5 de noviembre de 1974, año en el que fue aceptado como colaborar del departamento de Historia Moderna de la Facultad de Filosofía y Letras de la Universidad de Zaragoza. Permaneció en la Universidad como investigador hasta 1977, cuando comenzó a enseñar a tiempo completo en el Colegio Universitario de Teruel.
El 6 de julio de 1979 obtuvo un sobresaliente cum laude por su tesis doctoral, Corporaciones de artesanos del Reino de Aragón en el siglo XVII: bases para su estudio en el municipio de Zaragoza y el título de doctor en 4 de febrero de 1980. En 1979 consiguió por concurso público el cargo de Profesor y poco después el de Profesor Adjunto Interino de Historia Moderna en la Facultad de Filosofía y Letras de la Universidad de Zaragoza. En 1982 consiguió por oposición el cargo de Profesor Adjunto de Historia Moderna Universal y de España en la misma universidad. Cargo en el que permaneció hasta su jubilación. De 1988 a 1993 fue secretario y decano de la Facultad, cargo en el que sucedió a su compañero y amigo Guillermo Fatás Cabeza.
Durante su vida profesional dirigió la revista Emblemata y ocupó la cátedra «Barón de Valdeolivos» de Heráldica y Vexicología de la Institución «Fernando el Católico».
El 5 de marzo de 2015 sufrió un infarto que lo tuvo hospitalizado. El 3 de julio de ese mismo año comenzó a sentirse mal mientras trabajaba para el archivo de las Cortes de Aragón y falleció el domingo 5 de julio.

## Obra (selección)
- Historia de Zaragoza II (Edad Moderna), Zaragoza (1976)
- Aragón, nuestra tierra, Zaragoza (1977)
- La bandera de Aragón, Zaragoza (1978)
- Fernando II y el Reino de Aragón, Zaragoza (1980)
- Aragón en el reinado de Felipe I, en Aragón en su Historia, Zaragoza (1980)
- Las corporaciones de Artesanos en el Reino de Aragón en el siglo XVII: Bases para su estudio en el municipio de Zaragoza, Zaragoza (1980)
- El gremio de libreros de Zaragoza y sus antiguas ordinaciones (1573, 1600 y 1679), Zaragoza (1979)
- El Justicia de Aragón: Historia y Derecho (1985)
- Heráldica aragonesa: Aragón y sus pueblos (1990)
- Blasón de Aragón: el escudo y la bandera (1995)
- Aínsa y su árbol de Sobrarbe: una tradición emblemática viva (1997)

## Premios y honores
- Medalla de la Facultad de Filosofía y Letras de la Universidad de Zaragoza (1993)
- Medalla e Insignia de las Cortes de Aragón (1995)
- Académico Correspondiente de la Real Academia Matritense de Heráldica y Genealogía (1998)
- Caballero Cadete Honorífico de la Academia General Militar de Zaragoza (1999)
- Premio «Dalmiro de la Válgoma 2000» de la Confédération Internationale de Généalogie et d’Héraldique (2000)
- Premio Nacional de Divulgación y Enseñanza de Estudios Históricos de la Federación Española de Genealogía y Heráldica y Ciencias Históricas (2001)
- Orden Civil de Alfonso X el Sabio, Encomienda (2001)
- Académico Correspondiente de la Real Academia de la Historia (2001)
- Académico de Mérito de la Real Academia Matritense de Heráldica y Genealogía (2007)